# Горново (Польща)
Горново (пол. Hornowo) — село в Польщі, у гміні Дідковичі Сім'ятицького повіту Підляського воєводства.
Населення — 309 осіб (2011).
У 1975-1998 роках село належало до Білостоцького воєводства.

## Демографія
Демографічна структура станом на 31 березня 2011 року:
|          | Загалом | Допрацездатний вік | Працездатний вік | Постпрацездатний вік |
| -------- | ------- | ------------------ | ---------------- | -------------------- |
| Чоловіки | 169     | 39                 | 103              | 27                   |
| Жінки    | 140     | 23                 | 72               | 45                   |
| Разом    | 309     | 62                 | 175              | 72                   |